# José Ruiz-Castizo y Ariza
José Ruiz-Castizo y Ariza (Fuentes de Andalucía, provincia de Sevilla, 13 de diciembre de 1857-Madrid, 17 de enero de 1929) fue un físico-matemático de origen sevillano.
Fue catedrático de Mecánica racional en la Universidad de Zaragoza (1896), y desde 1905 catedrático de ciencias exactas, complemento de cálculo infinitesimal acumulada, en la Universidad Central de Madrid. Realizó trabajos sobre teoría de curvas (una cuártica que lleva su nombre en el catálogo de F. Gomes Teixieira), diseñando otros inventos, entre los que destaca un planímetro al que dedicó muchos esfuerzos. Lo denominó planímetro cartesiano de valuación tangencial, por su fundamento matemático, en el que utiliza una envolvente. Llegó a ser fabricado en Suiza hacia 1910, con el apoyo del Ministerio de Fomento, y ha sido utilizado por el Instituto Geográfico Nacional.
Ingresó en la Real Academia de Ciencias Exactas, Físicas y Naturales en 1914.

## Publicaciones
- El Eclipse total de sol de 1905: descripción del fenómeno y exposición sumaria de sus causas y circunstancias de mayor interés. Librería Internacional de Adrián Romo, 1905
- Estudio analítico de un lugar geométrico de cuarto orden. Imprenta de La Guirnalda, 1889
- Teoría de un nuevo integrador mecánico general para los tres órdenes {\displaystyle \int ydx}; {\displaystyle \int y^{2}dx}; {\displaystyle \int y^{5}dx}, denominado integrómetro cartesiano de valuación tangencial. Impr. y encuadernación de G. Juste, 1898
- Tratado de mecánica racional apropiado a la enseñanza en las facultades de ciencias y en las escuelas especiales. Victoriano Suárez, 1907
- Varímetros integradores. Estab. tip. y ed., 1909

## Faceta como inventor: patentes
Es autor de un número importante de patentes, algunas de ellas presentadas como mérito en sus ejercicios de oposición a cátedra:
| Expediente | Título | Solicitud  |
| ---------- | --- | ---------- |
| 15175      | Un sistema de gomas huecas                                                                                                   | 21/11/1893 |
| 17695      | Un instrumento de cálculo gráfico titulado Planímetro e Integrador                                                           | 05/07/1895 |
| 21880      | Un aparato denominado Planímetro e integrador tangencial                                                                     | 09/12/1897 |
| 33659      | Un aparato denominado contador lineal de energía eléctrica                                                                   | 17/03/1904 |
| 34133      | Un aparato denominado contador lineal de energía eléctrica (adición)                                                         | 08/06/1904 |
| 69418      | Un sistema de motores rotativos térmicos e hidráulicos, con cuerpos de bomba sin fin                                         | 02/04/1919 |
| 71109      | Un mecanismo rotativo distribuidor, regulador e inversor del movimiento en las máquinas de vapor de movimientos alternativos | 15/10/1919 |